# Non-food-afgrøder
Non-food-afgrøder er et begreb der er blevet velkendt i landbruget primært i 1990'erne, hvor det blev populært med braklægningsstøtte fra EU til landmænd der enten ikke dyrkede dele af deres jord (reel braklægning) eller som ikke dyrkede til mad eller foder (landbrugspolitisk braklægning).
Primære non-food-afgrøder er typisk afgrøder der i løbet af et år oparbejder stor brændselsværdi til brug i halmvarmeværker eller halmfyr, men også afgrøder der ved nedpløjning har en jordbundsforbedrende effekt er eftertragtede. Desuden bruges brakhøstning til forskning hvor visse planters egenskaber undersøges, og man har i vidt omfang dyrket raps til udvinding af brændselsolie som alternativ til benzin og dieselolie.